# Janusz Brzozowski
Janusz Brzozowski, född den 29 juni 1951 i Szczecin, Polen, är en polsk handbollsspelare.
Han tog OS-brons i herrarnas turnering i samband med de olympiska handbollstävlingarna 1976 i Montréal.